# Línguas nilo-saarianas
As línguas nilo-saarianas são uma das famílias de línguas africanas e, como o nome indica, desenvolveram-se na região do actual deserto do Saara, antes de esta região ter começado a desertificar, há cerca de 10 000 anos e na região sul do vale do rio Nilo até os Grandes Lagos Africanos. Com a desertificação, vários grupos tornaram-se bastante diferentes uns dos outros; um dos maiores grupos actuais é o dos songais do Mali, com mais de 1 000 000 de falantes e cujo nome está associado a um grande reino que existiu naquela região (ver Tombuctu).
Os povos que falam línguas nilóticas, uma das subdivisões desta família, encontram-se não só no Norte de África, mas também em vários países da África Ocidental, como a Nigéria - a língua kanuri, por exemplo, é falada por mais de 1 500 000 de pessoas.
Os nilotas, encontram-se em vários países da África Oriental, os mais conhecidos dos quais são os massais, com cerca de 800 000 pessoas divididas entre o Quénia e a Tanzânia e são primariamente pastores, como a maioria destes povos.

## Características
As famílias que constituem a nilo-saariana são bastante diversificadas. Um aspecto característico é um sistema numérico tripartite (singulativo-coletivo-plurativo), o qual Blench acredita ser um resultado sistema de substantivo-classificado na proto-língua. A distribuição das famílias reflete os antigos cursos de água do Saara verde, quando o deserto era mais habitado do que atualmente

## Subdivisões
A família nilo-saariana é subdividida em 9 famílias e, com exceção da Berta e Kunama, todos os demais possuem várias línguas dentro de suas respectivas divisões.
- Berta
- Fur
- Kadugli-Krongo
- Komuz
- Kunama
- Saariana
- Songai
- Sudanês oriental
- Sudanês central

## Maiores línguas
Dentro das línguas nilo-saarianas existem várias outras línguas com pelo menos 1 milhão de falantes. De acordo com Ethnologue 16 (2009):
- Luo (Dholuo, 4,4 milhões). Língua Dholuo do Luo. Terceira maior etnia do Quênia, depois dos falantes do nigero-congoleses, Kikuyu e Luhya.
- Canúri (4 milhões, todos dialetos; 4,7 milhões se Canembu for incluída. Maior etnia em torno do Lago Chade.
- Songai (3,2 milhões, todos dialetos; a maioria de língua zarma). Disperso ao longo do rio Niger em Mali, Burquina Fasso e Níger, através do histórico Império Songai, incluindo sua capital Gao e a famosa Tombuctu
- Ateso (1,9 milhões). Relacionados aos Massai.
- Núbia (1,7 milhões, todos dialetos). A língua da Núbia abrange desde o sul do Egito ao norte do Sudão.
- Lugbara (1,7 milhões, 2,2 milhões se Aringa (baixo lubara) for inclusa). A maior língua do Saara Central, de Uganda ao Congo.
- Nandi–Marcueta (1,6 milhões, todos os dialetos, como Nandi e Pocote). Vale do rio Quênia.
- Langu (1,5 milhões). Uma língua Luo e uma das maiores da Uganda.
- Dinca (1,4 milhões). A maior etnia do Sudão do Sul.
- Acholi (1,2 milhões). Outra língua Luo da Uganda.
- Massai (1 milhão). Falados pelos Masai do Quênia, um dos povos africanos mais conhecidos internacionalmente.[4]
- Ngambay (1 milhão com Laka). Sudão central, a principal língua de Chade
- Nuer (800 000 em 1992; mais falantes nos dias atuais). A língua falada pelos Nueres, outro numeroso povo do Sudão do Sul.
- Fur (500 000 em 1983; mais falantes nos dias atuais). Língua homônima de Darfur.

O total de falantes das línguas nilo-saarianas em Ethnologue 16 é de 38-39 milhões. No entanto, os dados abrange desde 1980 até 2005, com a média de 1990. Pensando no crescimento demográfico, esse número deve ser maior actualmente.